# 诺基亚 Asha 309
诺基亚 Asha 309（中国大陆官方称诺基亚 3090）是诺基亚推出的一款Asha系列的全触控界面的非智能手机，它支持电容式多点触控，是目前诺基亚推出的价格最低的电容屏手机之一，它也支持蓝牙3.0和WLAN 802.11 b/g/n和i/e，这在其它Series 40手机中极为罕见。
Asha 309使用Series 40 开发者平台 2.0平台和Nokia OS，支持诺基亚地图2.0以及诺基亚生活通服务。和其他诺基亚Asha系列的全触屏手机一样，Asha 308拥有三页可定制主屏幕，以及下拉通知单。另外，根据诺基亚官方网站的产品库显示，Asha 309的待机时间长达956小时，超过了其它所有的诺基亚手机。用户亦可以从游戏汇或诺基亚应用商店免费下载40款EA游戏。